# Sloanea garckeana
Sloanea garckeana, também conhecido como urucurana-brava, é uma espécie de planta do gênero Sloanea e da família Elaeocarpaceae. 

## Taxonomia
A espécie foi descrita em 1886 por Karl Moritz Schumann e Karl Moritz Schumann. 

## Forma de vida
É uma espécie terrícola e arbórea. 

## Descrição
Árvore de 2 - 13 metros de altura com ramos jovens estriados, lenticelados, glabros a tomentosos; gema apical coberta por numerosos catáfilos, tomentosa; gema axilar tomentosa. Ela tem folhas alternas a subopostas, concentradas no ápice dos ramos; estípulas persistentes nos ramos jovens, 4 - 8 milímetros de comprimento, com cerca de 1 milímetros de largura, lanceoladas ou estreito lanceoladas, pubescentes; pecíolos 5 - 35 milímetros de comprimento, estriados, pubescentes a tomentosos na porção superior, raro glabros; limbo obovado a oblanceolado, 5,2 - 17 centímetros de comprimento, 2,3 - 5,4 milímetros de largura, base aguda ou cuneada, ápice acuminado ou agudo, raro apiculado, margem inteira, ondulada ou raro serreada no primeiro terço superior do limbo, glabro na face adaxial, exceto pelas nervuras, glabro a esparsamente pubescente na face abaxial; venação broquidódroma no primeiro terço inferior do limbo, semicraspedódroma ou craspedódroma na porção superior do limbo, raramente nervuras secundárias formam apículos pubescentes na margem, nervura principal sulcada, raro plana na face adaxial, saliente na face abaxial; ausência de domácias.
A inflorescência é axilar ou terminal; do tipo tríade; pedúnculo 1 - 7 centímetros de comprimento, estriado, esparsamente lenticelado ou não, achatado ou cilíndrico, pubérulo a tomentoso; brácteas cedo caducas, longo-lanceoladas, inteiras, pubescentes, com cerca de 2 milímetros de comprimento, menor do que 0,5 milímetros larg.; bractéolas persistentes, longo-lanceoladas, inteiras, 3 - 5 milímetros de comprimento, 0,5 - 1 milímetros larg., densamente pubescentes; pedicelo 9 - 24 milímetros de comprimento, estriado, pubérulo a tomentoso. Ela tem flores com 4 sépalas, unisseriadas, iguais, inteiras, 5 - 12 milímetros de comprimento, 3 - 7 milímetros larg., ovadas, ápice acuminado, margem revoluta e curto tomentosa na face interna, pubescente em ambas as faces, cobrindo os órgãos reprodutivos no botão floral, próximo à antese; filete 1 - 2 milímetros de comprimento, pubescente; anteras de 2 - 3 milímetros de comprimento, elípticas ou lanceoladas, pubescentes; prolongamento do conectivo aristado, 2 - 4 milímetros de comprimento, glabro a pubescente; ovário 3 - 4 milímetros de comprimento, globoso, longo-velutino, com tricomas ramificados, séssil; estilete 3 - 5 milímetros de comprimento, contorcido, ápice inteiro, glabro ou pubescente na porção basal, glabro na porção apical; receptáculo floral tomentoso a velutino. Frutos elipsóides ou orbiculares, 4-valvares, 1,5 - 2,8 centímetros de comprimento, 0,5 - 1,3 centímetros larg.; densamente pubescente a tomentoso, externamente coberto por cerdas pubescentes com ápice setuloso, 3 - 5 milímetros de comprimento. Tem sementes elípticas com 13 - 18 milímetros de comprimento, 6 - 10 milímetros de largura, cobertas por arilo vermelho.  
| Raiz               | Raiz                            |
| ------------------ | ------------------------------- |
| forma              | tabular                         |
| Folha              |                                 |
| filotaxia          | alterna                         |
| estípula           | presente                        |
| limbo              | obovado/oblanceolado            |
| margem do limbo    | inteira/serreada/ondulada       |
| venação            | broquidódroma/semicraspedódroma |
| Inflorescência     |                                 |
| posição            | axilar/terminal                 |
| tipo               | tríade                          |
| Flor               |                                 |
| sépala             | presente                        |
| pétala             | ausente                         |
| conectivo          | aristado                        |
| ovário             | séssil                          |
| sépala na antese   | cobre órgão reprodutivo         |
| Fruto              |                                 |
| cápsula loculicida | coberto por cerda               |
| Semente            |                                 |
| arilo              | presente                        |
| número de sementes | 1                               |

## Conservação
A espécie faz parte da Lista Vermelha das espécies ameaçadas do estado do Espírito Santo, no sudeste do Brasil. A lista foi publicada em 13 de junho de 2005 por intermédio do decreto estadual nº 1.499-R. 

## Distribuição
A espécie é encontrada nos estados brasileiros de Acre, Alagoas, Amazonas, Amapá, Bahia, Distrito Federal, Espírito Santo, Goiás, Maranhão, Minas Gerais, Mato Grosso, Pará, Paraíba , Pernambuco, Paraná, Rio de Janeiro, Roraima, Santa Catarina, Sergipe e São Paulo. 
A espécie é encontrada nos  domínios fitogeográficos de Floresta Amazônica, Cerrado e Mata Atlântica, em regiões com vegetação de mata ciliar, floresta de terra firme e floresta ombrófila pluvial.